# Aburina poliophaea
Aburina poliophaea là một loài bướm đêm trong họ Noctuidae.